# Baoguin
Baoguin est une commune située dans le département de Nandiala de la province de Boulkiemdé dans la région du Centre-Ouest au Burkina Faso.